# Michal Peškovič
Michal Peškovič (* 8. února 1982, Partizánske) je slovenský fotbalový brankář. Jeho bratrem je fotbalista Boris Peškovič.

## Klubová kariéra

### Ruch Chorzów
20. ledna 2011 podepsal roční kontrakt s Ruchem Chorzów s možností opce. V sezóně 2011/12 se s klubem umístil v Ekstraklase na konečném druhém místě o pouhý bod za Śląskem Wrocław. V téže sezóně odchytal finále polského fotbalového poháru proti týmu Legia Warszawa, za něhož nastoupil v bráně jeho krajan Dušan Kuciak. Ruch podlehl soupeři 0:3.
V Evropské lize 2012/13 postoupil Ruch Chorzów ze druhého předkola přes makedonský klub FK Metalurg Skopje (výhry 3:1 a 3:0) do 3. předkola, kde narazil na český tým FC Viktoria Plzeň. Viktoria postoupila do skupinové fáze na úkor Chorzówa po výhrách 2:0 venku a 5:0 doma, Peškovič odchytal obě utkání, ve druhém z nich (v Plzni) nedokázal zabránit hattricku krajana Michala Ďuriše. V červnu 2013 klub oznámil, že hráči nenabídne novou smlouvu.

### Viborg FF
V červenci 2013 uspěl na testech v dánském týmu Viborg FF, následně do klubu přestoupil. Ve Viborgu strávil jen jednu sezónu, pak se vrátil do Polska.

### Podbeskidzie Bielsko-Biała
V létě 2014 přestoupil do polského týmu Podbeskidzie Bielsko-Biała. Celkem zde odchytal 21 utkání v Ekstraklase.

### Neftçi Baku
V srpnu 2015 se dohodl na půlroční smlouvě v ázerbájdžánském klubu Neftçi Baku.

### Korona Kielce
Sezónu 2016/17 strávil v polském týmu Korona Kielce, za kterou v Ekstraklase odchytal 8 zápasů.